# EPMD
EPMD va ser un grup estatunidenc de hip-hop de Brentwood (Nova York), actiu des de 1987 a 1999; un dels més prominents del rap de la costa est. El nom del grup és un acrònim de Erick and Parrish Making Dollars, en referència als seus membres Erick Sermon ("E Double") i Parrish Smith ("PMD"). Diamond J, DJ K La Boss i més tard DJ Scratch van ser DJs del grup. Van publicar el seu primer àlbum, Stricly Business, el 1988, en el qual s'incloïa l'èxit underground "Strictly Business", tema samplejat del "I Shot the Sheriff" d'Eric Clapton. Molts crítics van veure en aquest el seu àlbum més influent. A diferència del hip hop old school, que primerament estava basat en èxits de discoteca, però finalment es va fer més electrònic, EPMD va basar la seva música principalment en samples de rock i funk, popularitzant el seu estil, juntament amb Marley Marl i Public Enemy. "You're a Customer" combina parts del "Fly Like an Eagle" de Steve Miller, i del "Jungle Boogie" de Kool & the Gang, a més del "Cheap Sunglasses" de ZZ Top.

## Membres
- Erick Sermon aka E-Double: vocals, producció
- PMD (Parrish Smith): vocals, producció
- DJ Scratch (George Spivey): DJ
- DJ K La Boss - D.J., 1987-88
- Diamond J - D.J., 1986-87

## Discografia
- 1988: Strictly Business
- 1989: Unfinished Business
- 1990: Business As Usual
- 1992: Business Never Personal
- 1997: Back In Business
- 1999: Out Of Business